# Pomnik Aleksandra II w Częstochowie
Pomnik Aleksandra II w Częstochowie – pomnik „Cara-Wyzwoliciela” Aleksandra II Romanowa w Częstochowie, który wzniesiono w 1889 roku na Jasnej Górze w sąsiedztwie zespołu klasztornego Jasna Góra z inicjatywy naczelnika powiatu częstochowskiego Michała Konesynowa. W 1917 roku rzeźba została usunięta.
Koncepcja wzniesienia monumentalnego pomnika Aleksandra II pojawiła się tuż po jego śmierci na skutek zamachu (1881). Jako miejsce budowy pomnika prawosławnego władcy jednego z państw zaborczych wybrano Częstochowę – miejsce stanowiące cel wielotysięcznych pielgrzymek włościan do obrazu Matki Boskiej Częstochowskiej.
Budowę pomnika sfinansowano z dobrowolnych składek chłopów, doceniających wagę uwłaszczenia włościan w Królestwie Polskim, które przeprowadzono w 1864 roku na mocy carskiego dekretu. Chłopi zebrali w sumie dwa razy więcej pieniędzy, niż pomnik ostatecznie kosztował. Monument został wzniesiony według projektu Aleksandra Opiekuszyna i I. W. Majewskiego. Figura cara została odlana w fabryce Morana w Petersburgu, zaś ozdobny postument przygotowała firma Kuźmina. Wzniesienie monumentu razem z aranżacją otoczenia kosztowało 76.817 rubli.
Gotowy pomnik został odsłonięty 29 kwietnia 1889 roku, w przeddzień urodzin Aleksandra II. Posąg miał nadnaturalne rozmiary – figura władcy mierzyła 3,5 m wysokości. Car został na nim ukazany w płaszczu generalskim i w mundurze. Lewą ręką podtrzymywał swój płaszcz, zaś prawą wskazywał na wyrzeźbiony jako element postumentu arkusz z datą uwłaszczenia chłopów – 2 marca 1864. Nad arkuszem wyrzeźbiono koronę carską, jabłko i szablę. Cokół z szarego i czerwonego granitu, w którym wykuto herby guberni Królestwa Polskiego, wznosił się na wysokość 5,3 m. Na jego przedniej ścianie znajdował się herb Rosji.
Na czterech ścianach pomnika rozmieszczono inskrypcje w języku rosyjskim i polskim. Na przedniej pojawił się napis „Carowi Wyzwolicielowi Aleksandrowi II” po rosyjsku, zaś na tylnej jego tłumaczenie polskie. Ściana lewa zawierała napis rosyjski „Dekret” 2 marca „1864 – niech ten dzień zostanie na wieczną pamięć chłopom Królestwa jako dzień ponownego ich dobrobytu”, zaś prawa jego polski odpowiednik. W dolnej części zawarto tekst „Wybudowany w 1889 przez wiejską społeczność Królestwa Polskiego”. Cokół posągu był dodatkowo podwyższony, prowadziły do niego szerokie na 12 metrów granitowe schody. Obiekt był stale strzeżony przez stróża, dla którego wzniesiono osobne pomieszczenie za monumentem.
Po odsłonięciu pomnika, Konesynow odwołany został ze stanowiska. „Jak się okazało, z «zabezpieczonych» pieniędzy mógł wybudować drugi, ale już prywatny pomnik, podobny w cenie i wielkości do pierwszego”.

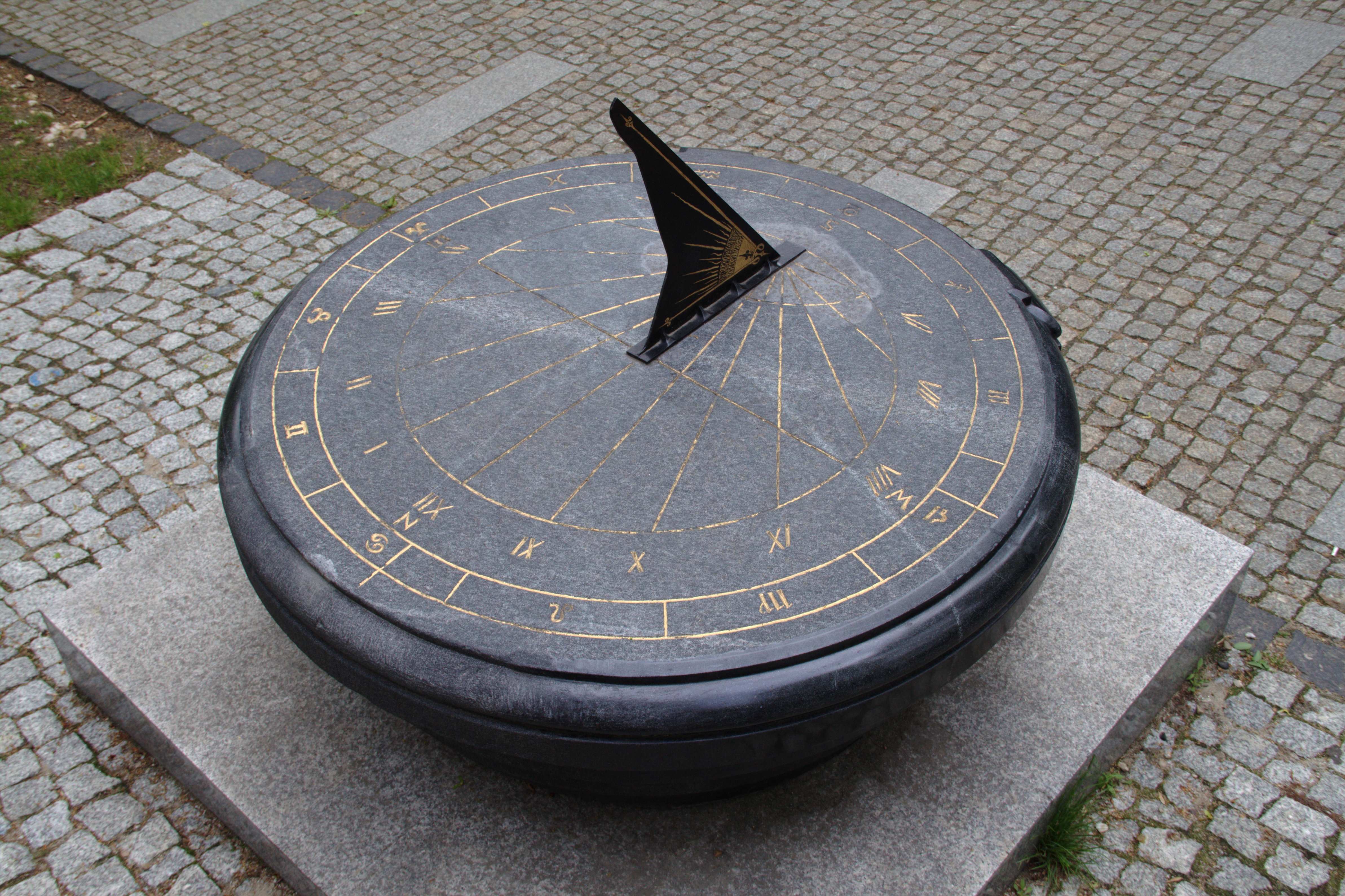
Zegar słoneczny w parku Staszica

W 1904 roku została podjęta nieudana próba wysadzenia pomnika. Akcję wysadzenia zorganizował Józef Paszta.  W 1917 roku Komitet dla uczczenia pamięci Tadeusza Kościuszki powołał specjalną komisję w składzie: Feliks Ebert, Marian Jurkowski i inż. Leon Mańkowski, która zajęła się sprawą demontażu pomnika cara. Ostatecznie zdemontowano go 11 listopada 1917 roku, ustawiając na kamiennej podstawie drewniany posąg Matki Bożej Niepokalanego Poczęcia. Autorem rzeźby był Józef Baltazar Proszowski, a darczyńcami Firma „Bracia Proszowscy”.  Część postumentu z czerwonego granitu została wykorzystana przy wykonaniu balustrad dla kościoła Świętej Rodziny w Częstochowie, zaś z bloku czarnego granitu wykuto zegar słoneczny, który ustawiono w parku Staszica.